# Hjortsberga kyrkby
Hjortsberga kyrkby är kyrkbyn i Hjortsberga socken och ligger öster om tätorten Hjortsberga. Här ligger Hjortsberga kyrka.
SCB avgränsade åren 1995 och 2000 området som en småort med benämningen Hjortsberga. Till avgränsningen 2005 hade dock befolkningen sjunkit till under 50 personer och området upphörde då som småort.